# Vlákno PBI

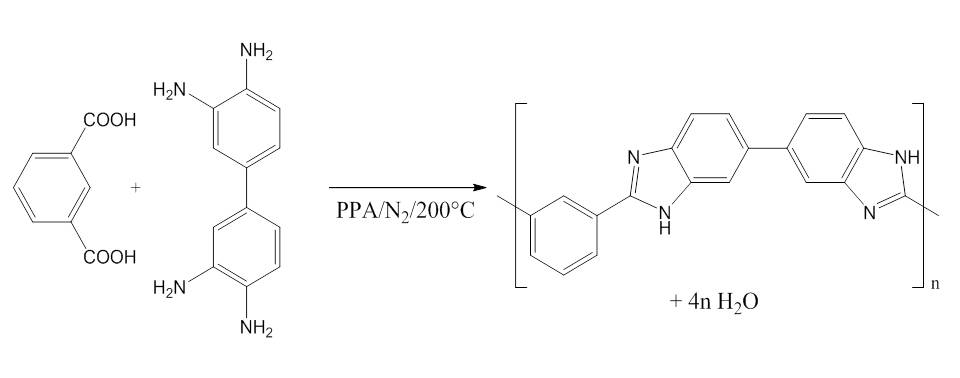
Schéma chemické syntézy PBI

Vlákno PBI (polybenzimidazol) je syntetický materiál s vynikající odolností proti vysokým teplotám.  Jeho chemické složení definovala americká Federal Trade Commission (v roce 1959) jako „ výrobek, ve kterém je vláknotvornou látkou dlouhý řetězec aromatického polymeru jehož integrální součástí jsou opakující se imidazolové kruhy.“

## Z historie

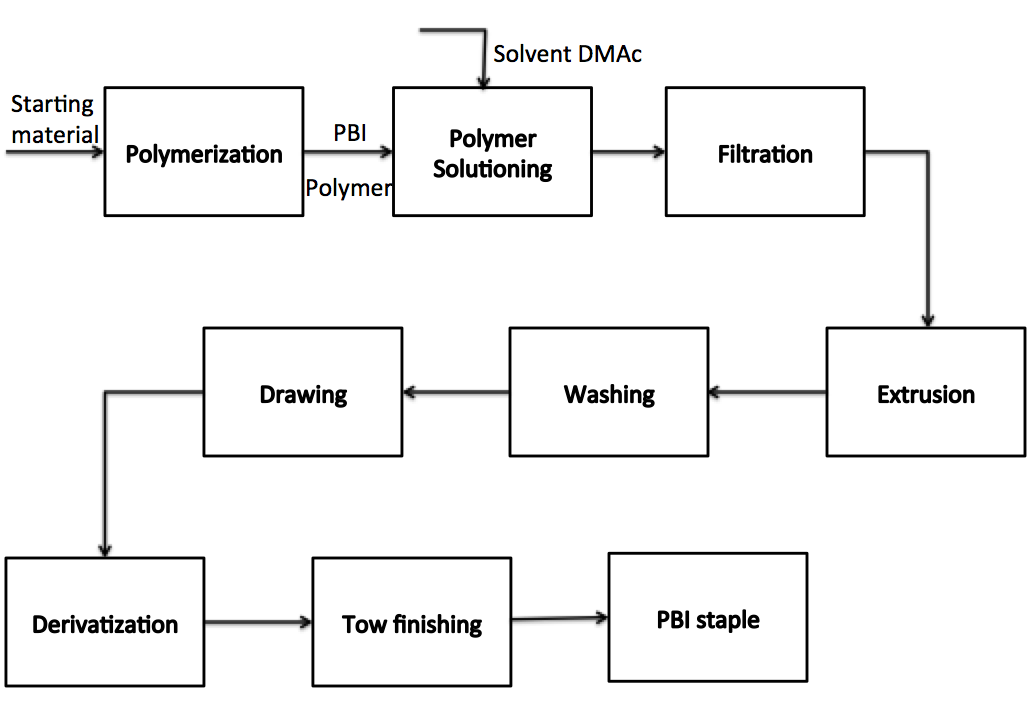
Stupně výroby PBI stříže

Hasičské ochranné oděvy z PBI (z roku 2005)

Chemické složení PBI objevili Američani Vogel a Marvel v roce 1961, v roce 1969 použila NASA PBI na obleky pro astronauty, v roce 1996 začala firma Performance Products s celosvětovým prodejem výrobků z PBI vláken,  v roce 2023 zůstává tato firma (pod jménem BPI Performance Products) jediným výrobcem PBI na světě. Celosvětový výnos z prodeje PBI vláken se za rok 2022  (podle nepotvrzených údajů) odhadoval na 6 miliard USD.

## Způsob výroby
Výchozí látky jsou sloučeniny fenolu a chloridu. Polymerizace probíhá ve dvou fázích: V první se tvoří pěna, tato se zchladí a rozdrtí na jemný prášek. Hotový polymer se ve druhé fázi zahřívá na 400 °C a v poměru 20-25 % přidává do acetátového roztoku, ze kterého se pak suchým zvlákňováním vyrábí filament. 

## Vlastnosti
Specifická hmotnost 1,43 g/cm3, pevnost 240-270 cN/tex,  tažnost 28 %, navlhavost 15 %, sráživost <1 %, LOI >41, tepelná vodivost 0,038 W/mK, praktická použitelnost při teplotách do 450 °C 

## Použití
- PBI Gold (od roku 1978) pleteniny a tkaniny ze směsi 60/40 aramid/PBI
- PBI Matrix (od roku 2003) aramidový filament vetkaný do zboží z PBI
- PBI TriGuard směs PBI/viskóza/mikro-twaron
- PBI BaseGuard lehká pletenina